# Samozdravljenje
Samozdravljenje je v ožjem pomenu besede uporaba zdravil brez recepta, ki ga izvajajo bolniki na lastno pobudo in lastno odgovornost, s pomočjo ali brez pomoči ali nasveta lekarniškega farmacevta ali drugega zdravstvenega delavca. V širšem pomenu besede pa vključuje dejavnosti posameznika, ki zase oziroma za svoje družinske člane skrbi za ohranjanje zdravja in odpravo manjših zdravstvenih težav. Za samozdravljenje so primerna tista zdravila, pri katerih zdravnikov nadzor ni potreben in se izdajajo brez recepta. Ljudje pa za samozdravljenje uporabljajo tudi druge izdelke, npr. doma narejene zdravilne pripravke, hrano in prehranska dopolnila.
Za samozdravljenje pacienti uporabljajo tudi zdravila na recept, in jih imajo shranjene doma oziroma si jih medsebojno podarjajo, posojajo, preprodajajo, itn. Samozdravljenju v širšem pomenu besede lahko prištejemo tudi uživanje dovoljenih in nedovoljenih psihotropnih snovi za vsaj prehodno blaženje raznovrstnih psihičnih in socialnih težav.

## Zgodovina
Že iz zgodnjih časov človeštva je znano, da si je bolna ali poškodovana oseba najprej pomagala sama pri odpravi zdravstvene težave. Ljudje so med iskanjem hrane našli tudi rastline, minerale in živali, ki so bile hranljive, hkrati pa so tudi koristile počutju in zdravju. Delovanje posameznih snovi so poznali zlasti iz opazovanja učinkov. V srednjem veku so skrb za zdravje prevzeli večinoma zdravniki, farmacevti pa so pogosto sodelovali z menihi pri gojenju zdravilnih rastlin in pripravi izdelkov. V 13. stoletju je prišlo do razločitve med farmacijo in medicino, proti koncu 18. stoletja pa so nastali tudi prvi lekarniški laboratoriji in zdravila. V 19. stoletju se je število zdravil zaradi razmaha organske kemije močno razširilo. V zadnjih desetletjih pa je prišlo do velikih sprememb na področju zdravstva in odnosu ljudi do lastnega zdravja. Čedalje bolj se spodbujajo zdrav način življenja, skrb za lastno zdravje ter samozdravljenje. S tem pa dobiva tudi lekarna vse pomembnejšo vlogo pri zagotavljanju izdelkov za samozdravljenje ter ustreznem svetovanju ob tem. Prišlo je do potrebe po opredelitvi procesa samozdravljenja in postavitev zahtev zanj.

## Nevarnosti
Pri zdravljenju je ena od največjih nevarnosti ta, da so ljudje prepričani, da so zdravila in drugi pripravki za samozdravljenje povsem varni, brez neželenih učinkov in nevarnih interakcij in uporabni brez zadržkov. Bolniki le redko obveščajo svojega zdravnika o samozdravljenju, hkrati pa je veliko izdelkov za samozdravljenje na voljo tudi zunaj lekarne, in ti dejstvi še povečujeta tveganje. Posledično lahko pride do nepravilne uporabe zdravil in pripravkov za samozdravljenje, resnih neželenih učinkov in nevarnih interakcij z drugimi zdravili. Samozdravljenje je primerno le za samoomejujoča in nenevarna zdravstvena stanja. Določena zdravila za samozdravljenje (na primer s pomirjevali in nesteroidnimi analgetiki) lahko vodijo v zlorabe in odvisnost. Posebna previdnost je potrebna pri samozdravljenju otrok, nosečnic in doječih mater, starostnikov ter bolnikov s kroničnimi boleznimi.